# رانيبيزوماب
رانيبيزوماب(Ranibizumab)، الذي يُباع تحت الإسم التجاري لوسينتيس(Lucentis) من بين أسماء أخرى، هو دواء يستخدم لعلاج النوع "الرطب" من التنكس البقعي المرتبط بالعمر (AMD)، و اعتلال الشبكية السكري، و الوذمة البقعية بسبب انسداد الوريد الشبكي، و اعتلال الشبكية الخداجي.  و يعطى عن طريق الحقن في العين. 
تشمل الآثار الجانبية الشائعة لهذا العقار على:[[{{{1}}}|{{{1}}}]] [[:en:{{{1}}}|[الإنجليزية]]] و ألم العين و العوامات و زيادة ضغط العين.  قد تشمل الآثار الجانبية الأخرى أيضا التهاب باطن المقلة و انفصال الشبكية.  و هو عبارة عن قطعة صغيرة من الجسم المضاد وحيد النسيلة الذي يرتبط بعامل النمو البطاني الوعائي A (VEGF-A) و يمنعه. 
تمت الموافقة عيه للاستخدام الطبي في الولايات المتحدة في عام 2006 و أوروبا في عام 2007.   في المملكة المتحدة، يكلف هيئة الخدمات الصحية الوطنية حوالي 550 جنيهًا إسترلينيًا لكل جرعة اعتبارًا من عام 2021.  وفي الولايات المتحدة يبلغ السعر حوالي 2000 دولار أمريكي للجرعة الواحدة. 